# Lee Hyung-jae
Lee Hyung-jae (* 8. April 1988) ist ein südkoreanischer Diskuswerfer.

## Sportliche Laufbahn
Erste internationale Erfahrungen sammelte Lee Hyung-jae bei den Asienmeisterschaften 2019 in Doha, bei denen er mit einer Weite von 55,23 m den achten Platz belegte.
2016 und 2018 wurde Lee Südkoreanischer Meister im Diskuswurf.